# Montbert

Localització de Montbert

Montbert (en bretó Monteverzh, en gal·ló Monbèr) és un municipi francès, situat a la regió de Loira Atlàntic, al departament de Loira Atlàntic, que històricament ha format part de la Bretanya. L'any 2006 tenia 2.803 habitants. Limita amb els municipis de Geneston, Le Bignon, Château-Thébaud, Aigrefeuille-sur-Maine, La Planche (Loira Atlàntic) i Saint-Philbert-de-Bouaine (Vendée).

## Demografia
| 1962                                       | 1968  | 1975  | 1982  | 1990  | 1999  |
| ------------------------------------------ | ----- | ----- | ----- | ----- | ----- |
| 1.585                                      | 1.614 | 1.734 | 2.224 | 2.246 | 2.296 |
| Des de 1962: població sense dobles comptes |       |       |       |       |       |

## Administració
| Període | Identitat     | Partit        |
| ------- | ------------- | ------------- |
| 1989-   | Daniel Bourré | Divers droite |